# الكسندر بيتس
الكسندر بيتس (بالإنجليزية: Alexander Betts)‏ هو عالم سياسة بريطاني، ولد في 17 يناير 1980.